# サーエゲ (無人航空機)
シャヘド サーエゲ
テヘランの軍事展覧会で展示された
シャヘド-2
- 分類：無人航空機
- 製造者：シャヘド・アビエーション・インダストリーズ（英語版）
- 運用者：イラン空軍
- 初飛行：2014年11月[2]
- 生産数：10機生産, 50機計画 (2019年時点)[3]
- 運用開始：2016年10月
- 原型機：RQ-170 (推定)

サーエゲ（ペルシア語: صاعقه、英語: Saegheh）は、イランで開発された無人航空機/無人攻撃機である。

## 概要
タスニム通信による2016年9月の情報、および翌10月のイスラム革命防衛隊航空部隊ハジザデ司令官の発表によれば、"サーエゲ" (ペルシャ語で稲妻や雷の意)と命名されたこの無人航空機は2011年にイランのハッキングによって鹵獲されたアメリカ製の無人偵察機RQ-170 センチネルを参考に開発されたものであるとされる。RQ-170をコピーした原型機「シームルグ」 (Simurgh) は少なくとも2014年11月頃までには初飛行に成功していたと見られ、2015年5月に公表されていた。

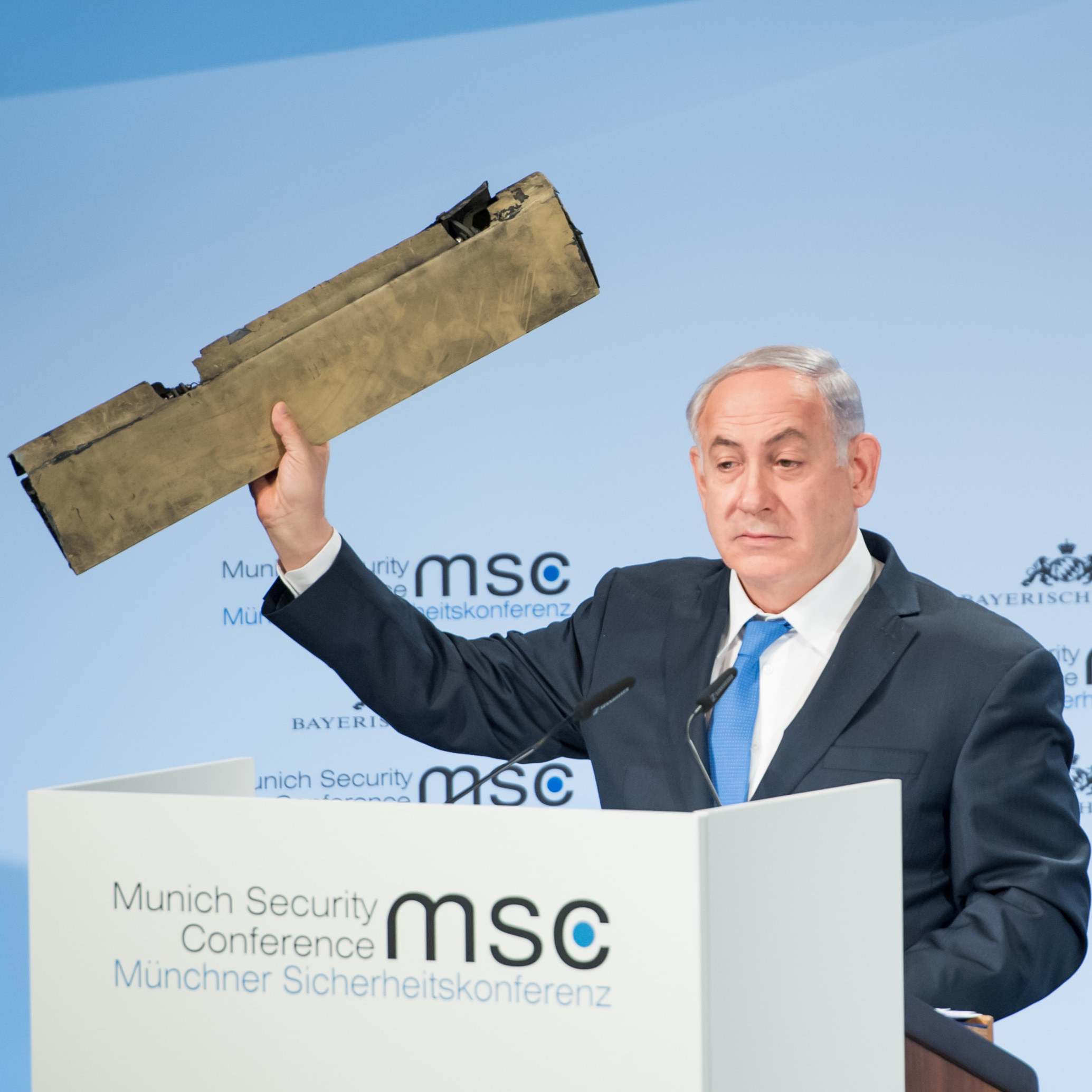
撃墜したサーエゲと見られる無人機の破片を公開するイスラエルのネタニヤフ首相。(2018年2月)

オリジナルのRQ-170に兵装が搭載可能かは明確に公表されていないが、これをコピーしたシームルグの武装搭載モデルとされるサーエゲには、4発の誘導爆弾を搭載可能とされている。また、全翼機型の形状は類似するものの、RQ-170のようなステルス性能がシームルグ/サーエゲにあるかは不明である。

2018年2月のイスラエルとシリアの軍事衝突の際、シリア領内からイスラエル領空に侵入した無人航空機をイスラエル航空宇宙軍のAH-64D攻撃ヘリコプターが撃墜した事が報じられたが、この際に撮影された無人機の形状がRQ-170に酷似したものであったことから、撃墜された無人機はイラン製のサーエゲであったと推測されている。

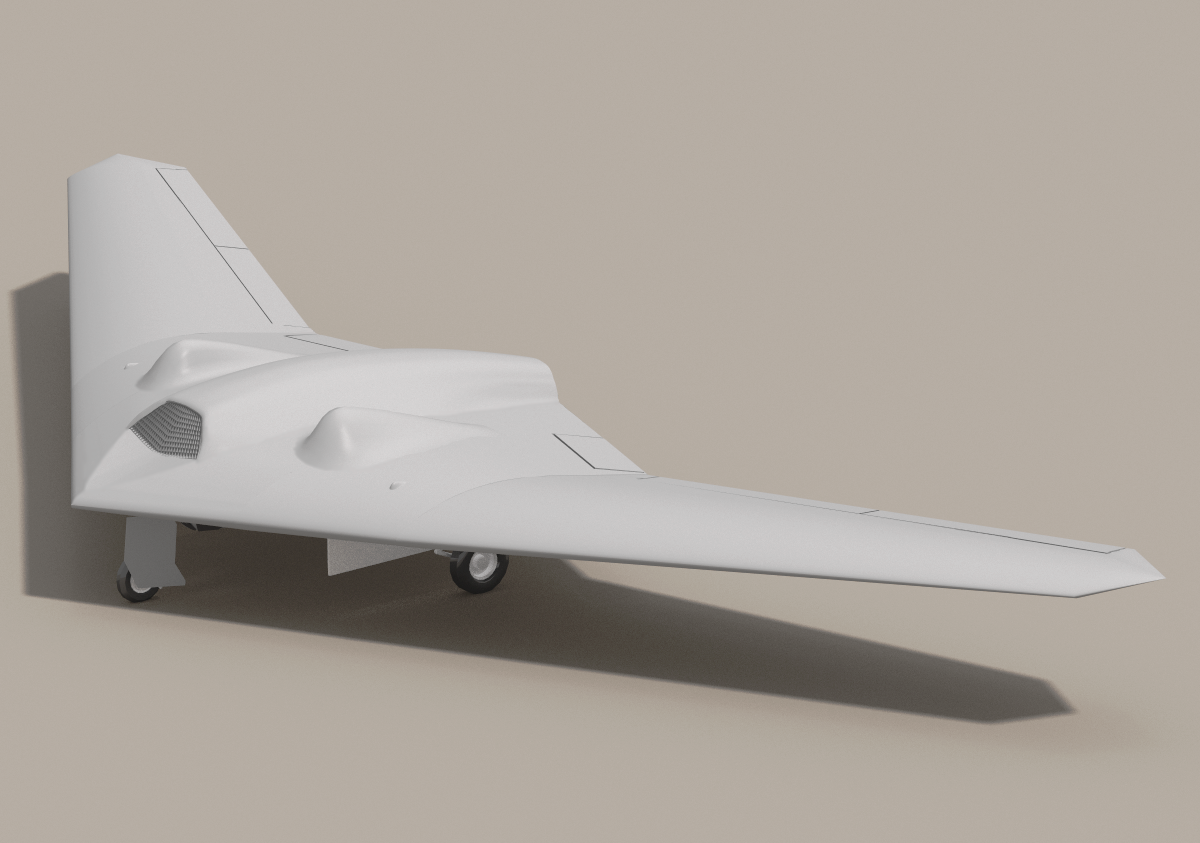
"コピー元"であるRQ-170 センチネル